# Monodelphis osgoodi
Monodelphis osgoodi e вид опосум от семейство Didelphidae.
Това е планински вид обитаващ горите на Перу и Боливия на надморска височина 1900 до 3200 m. Малките бозайници са нощни животни хранещи се с плодове, насекоми и дребни гръбначни животни.